# Prometeusz skowany (obraz Petera Paula Rubensa)
Prometeusz skowany (niderl. De bestraffing van Prometheus door de adelaar van Zeus) – obraz olejny autorstwa flamandzkiego malarza Petera Paula Rubensa. Rubens, jeden z najwybitniejszych malarzy epoki baroku, rozpoczął malować swoje dzieło na przełomie 1611 i 1612, a ukończył je w 1618; wizerunek orła namalował wybitny flamandzki animalista i współpracownik Rubensa Frans Snyders. Obraz znajduje się w zbiorach amerykańskiego muzeum sztuki Philadelphia Museum of Art w Filadelfii.

## Opis
Tytan Prometeusz ukradł kilka iskier z boskiego ognia z rydwanu boga Heliosa, aby stworzoną w ten sposób duszę dać człowiekowi. Wściekły bóg Zeus, który był temu przeciwny, kazał przykuć Prometeusza do skał Kaukazu lub do pala, gdzie codziennie o wschodzie Słońca przylatywał tam orzeł i wyjadał Prometeuszowi wątrobę, która odrastała przez resztę dnia i nocy. 
Rubens z pomocą Snydersa w sposób mistrzowski oddaje męczarnie Prometeusza. Ogromny dziób ptaka wyrywa otwór w tułowiu tytana i wyciąga z niego wnętrzności, dodatkowo okaleczając prawe oko Prometeusza szponem. Lewe oko tytana jest otwarte, co oznacza, że Prometeusz jest w pełni świadomy tortur drapieżnika; skręcone nogi, zaciśnięta pięść i zmarszczone włosy tytana podkreślają jego męki.